# Cyornis montanus
Cyornis montanus és una espècie d'ocell de la família dels muscicàpids (Muscicapidae) endèmic de l'illa de Borneo. Anteriorment se'l considerava una subespècie del papamosques dels turons (Cyornis banyumas montanus), però el 2021 el Congrés Ornitològic Internacional va decidir segmentar aquest tàxon en una espècie diferent.